# アニマルカフェ
アニマルカフェ (英語: animal cafe)、あるいは動物カフェ、ペットカフェは人々が飲食をしながら動物に触れることができる喫茶店。世界で最初の猫カフェは1998年に台湾で誕生したとされる。日本においては2012年時点で、過去10年で主に東京にて150店舗が開店するという動きが見られた。

## 歴史

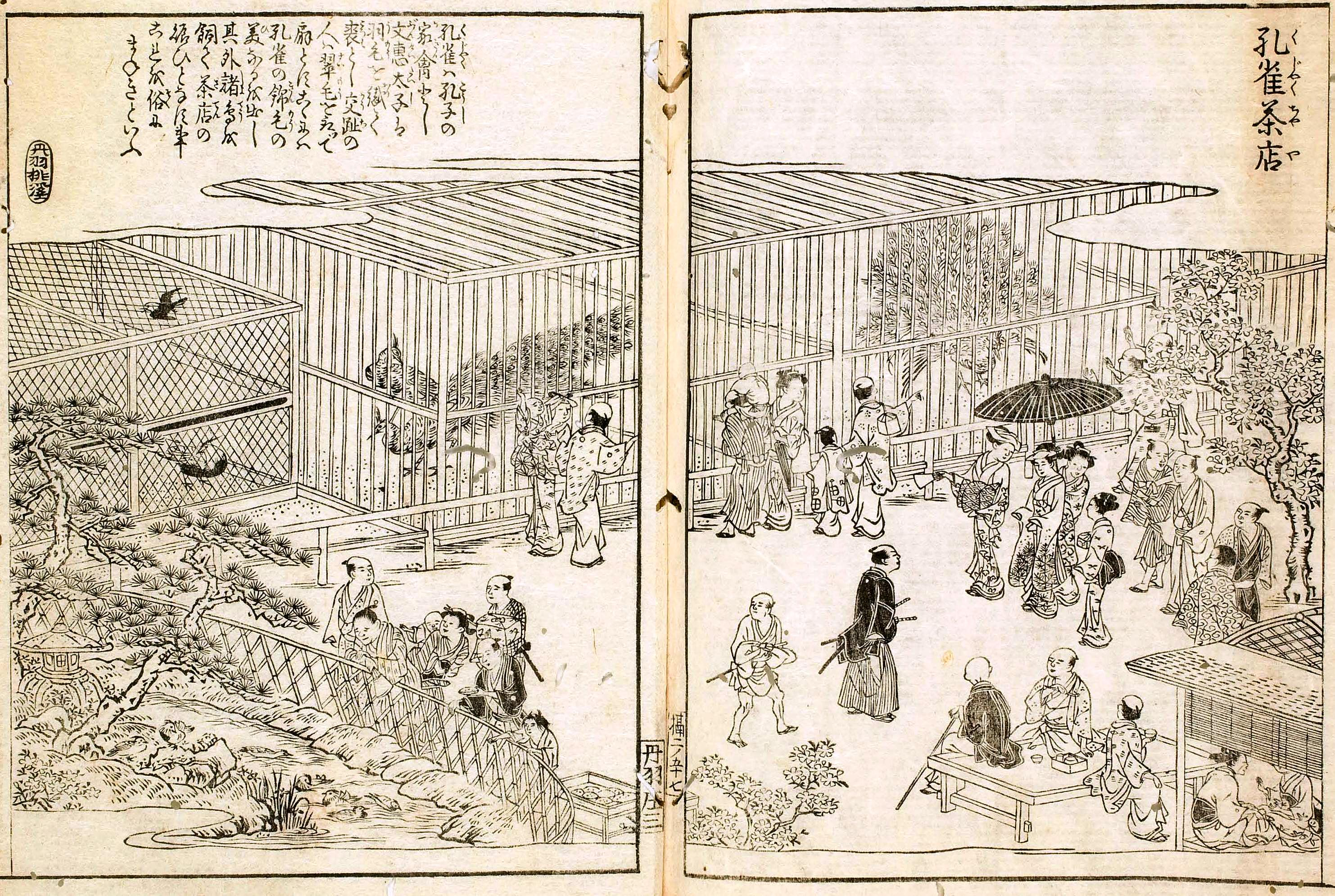
前身として江戸時代にはクジャクを愛でる喫茶店「孔雀茶屋」があった

ネコをコンセプトにした最初のアニマルカフェは台湾で生まれたとされる。アニマルカフェは台湾が発祥だが、当初は日本で人気があった。ある日本人観光客が台湾を訪れてそのアニマルカフェの潜在性を発見し、帰国後の2004年に大阪で日本初のアニマルカフェを開業した。今日では、日本は世界で最もアニマルカフェが多い国として知られている。西洋諸国ではスペイン、ドイツ、フランス、アメリカ、オーストラリア、イギリスなどにもあるが、アニマルカフェはアジア諸国での方がまだ根強い人気を誇る。台湾や日本でアニマルカフェが開店した当初は、主に動物たちと過ごしたいだけの人々のためのカフェだった。しかし、最近では捨てられたり迷子になったりした動物のためのカフェも複数存在する。そのようなアニマルカフェは、家や食べ物だけでなく、カフェの利用客に受け入れられる機会を提供することで、そういった動物たちを救う方法として活用されている。

## 種類
個人によって動物の好みは異なるため、世界には多様なアニマルカフェがある。

### 猫カフェ

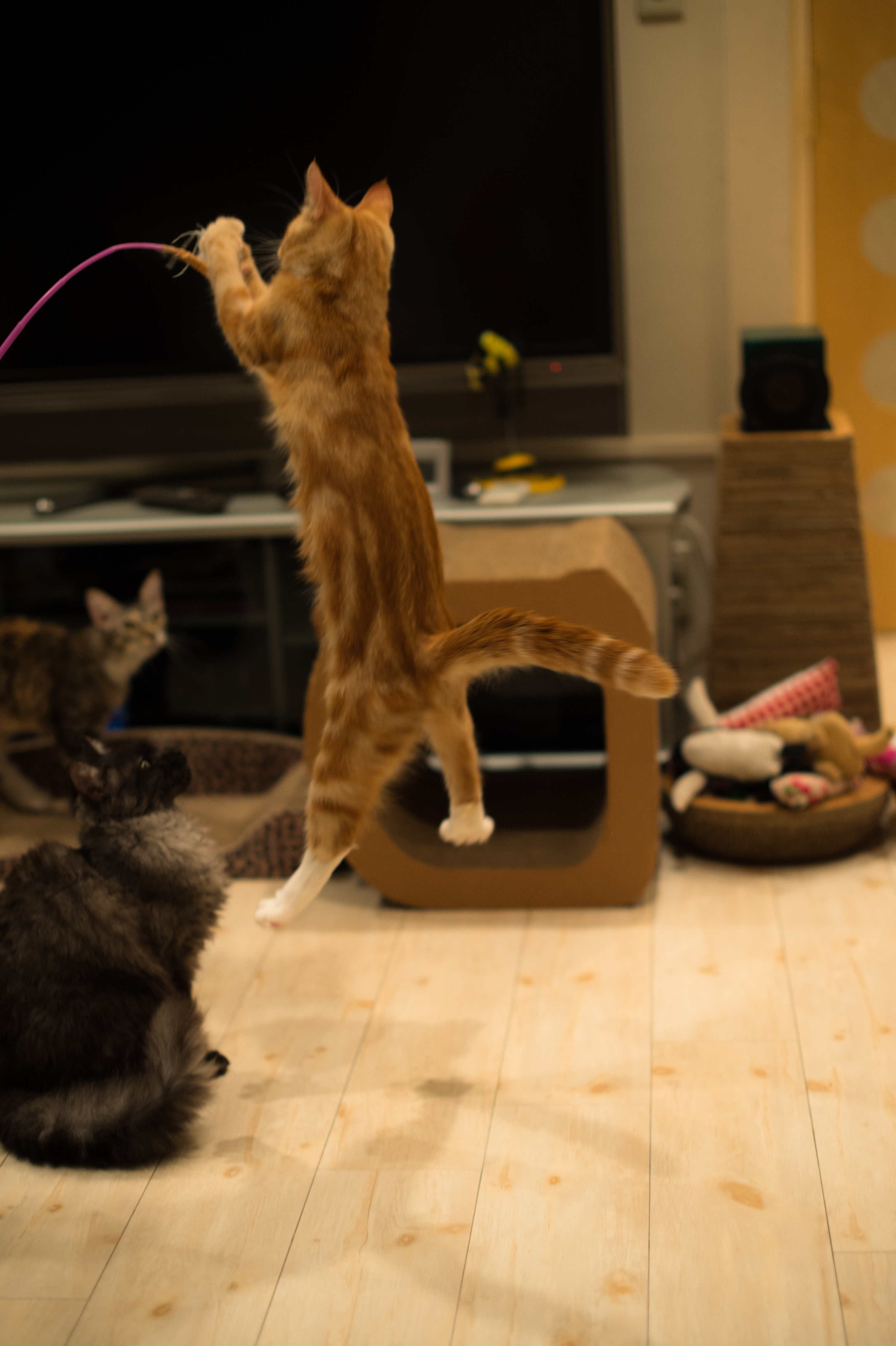
猫カフェの猫

最初の動物カフェは台湾の猫カフェだったため、猫カフェは最もありふれたアニマルカフェの一つである。猫カフェは、特に日本、台湾、韓国などのアジア諸国で簡単に開業されうる、基本的なアニマルカフェのようなものである。猫カフェではさまざまな種類の猫が見られる。通常は猫と遊べる遊び場と、猫がおらず飲食する普通の区画に分かれている。
猫カフェの中には、猫と人間との良好な相互作用を生み出すところや、野良猫や捨て猫の世話や餌やりをする猫カフェもある。
猫カフェはその猫たちに家や食べ物、そして愛情を提供する。また、猫カフェを定期的に訪れ、猫の飼育に関心がある利用客は、猫を飼う可能性がある。猫カフェのスタッフは、猫のための完璧な里親を見つけようと試みている。

### ドッグカフェ

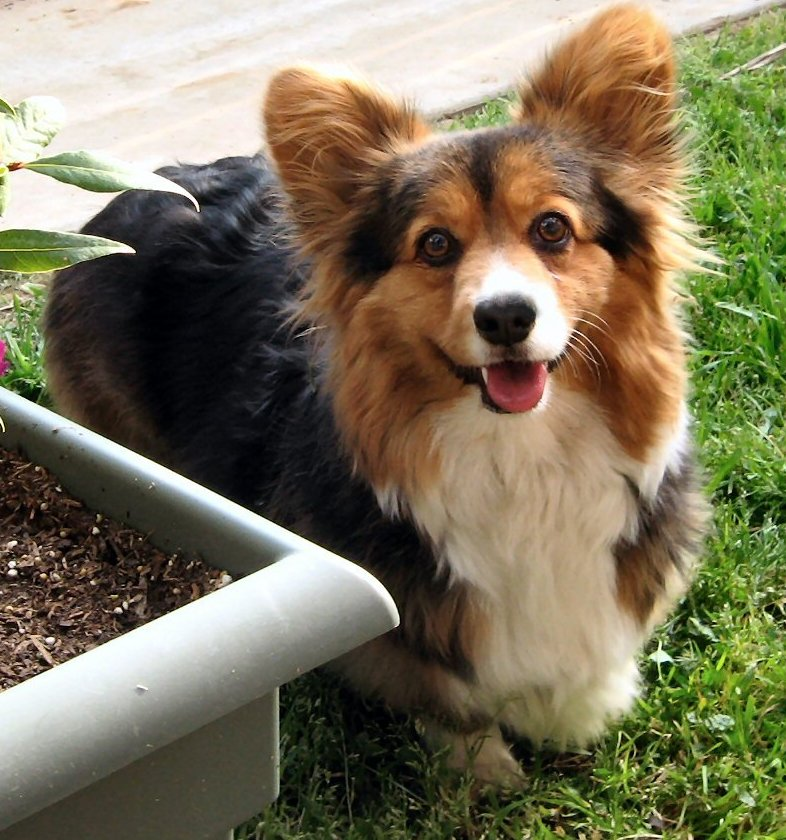
コーギー

ドッグカフェもよく見受けられる、とてもありふれたアニマルカフェであり、イヌ好きの客は、ドッグカフェで様々なイヌたちと一緒に楽しいひと時を過ごせる。ドッグカフェは猫カフェに比べて、イヌの特性上、活発で騒がしく、動きに満ちている。
ドッグカフェも猫カフェのように、飼育能力のある利用客へ提供する里親制度がある。ドッグカフェは、引き取るであろう客が捨て犬とつながる良い体験を提供する聖域と見なすことができる。
ロサンゼルスには、保護犬に最適な家庭を見つけることを目的としたドッグカフェがある。利用者は犬と時間を過ごし、将来的には彼らが保護犬の新たな飼い主になる可能性もある。

### アライグマカフェ
アライグマカフェといった珍しいアニマルカフェもある。韓国のアライグマカフェでは、アライグマと一緒に遊んだり、飲食したりできる。このカフェは2部屋に分かれているため、アライグマと遊ぶか、飲食のみを楽しむかを選ぶことができる。アライグマは鋭い爪と歯を持っているため、カフェはアライグマからのいかなる損害にも責任を負わないとの警告がある。

### ハリネズミカフェ
2016年、世界初のハリネズミカフェが東京で開業した。その珍しさから、多くの外国人がそのカフェを訪れるが、同時に動物保護の観点からこのカフェを批判する者もいる。

### ヒツジカフェ
韓国には2011年に創業したヒツジカフェがあり、シュガーとハニーと名付けられたヒツジを飼っている世界初のヒツジカフェである。彼らにエサを与えることも認められている。利用客は食事を楽しみながらヒツジを観賞できるが、ヒツジは天候の問題のため、夏の間はカフェにいられない。

### ウサギカフェ
ウサギカフェは日本にある。ほとんどのウサギは、店内で他のネコやイヌのようにうろついているわけではないが、ケージの中に置かれていることが多い。しかし、このカフェはウサギと一緒に付近を散歩する機会を提供することがある。

### バードカフェ
日本にはフクロウ、オウム、ハヤブサ、タカなど数種類のバードカフェ (または鳥カフェとも)があるが、スタッフの教育が行き届いているため危険ではなく、人を襲うこともあまりない。店員は利用客に、安全な鳥の扱い方や餌やりの仕方を実演する。また、スタッフの許可があれば、鳥と一緒に写真撮影も可能である。

### 爬虫類カフェ
カンボジアには有名な爬虫類カフェがあり、カメやヘビ、イグアナ (、クモ)など、さまざまな種類の爬虫類が見られる。そのカフェでは、寛いだり、飲食したり、多様な種類の爬虫類について知ることができ、写真撮影も可能である。店主はカンボジア農林水産省の許可を得て2018年に開業した。カフェのオーナーは、動物福祉を第一の念頭として見なしている。

## 役割と課題
当初はアパートでペットを飼えない人やルームメイトが動物アレルギーなどの理由で動物と触れ合う場となっていたが、猫カフェなどは動物愛護団体と協力して猫の里親探しの場としての役割も担っている場合もある。ただ、飲食店と動物の展示（飼育を含む）という衛生面では相反する業態を複合させたものであり、営業形態は動物の「展示」に当たるため、日本では動物の愛護及び管理に関する法律（動物愛護法）に基づく動物取扱業の登録が必要である。狭い店内で多数の動物が飼育されると、伝染病や多頭飼育崩壊の可能性もあるので注意を要する。

### 課題
以下のような問題提起がされている。
- アニマルカフェは動物に良い影響を与える可能性はあるが、それらは動物たちの福祉に注意を払うよりも人々にペットの購入を勧めがちである[18]。一部の動物はカフェでの生活様式に完全に適合していないため、アニマルカフェの経営手法は動物の安全性や福祉への懸念がある[19][20]。タイの猫カフェでは7匹の猫が安全保護の不備で死んだことでオーナーが動物保護法違反で警察に逮捕された[21]。このような福祉と安全の問題は韓国でも見られ、例えば、カフェにいる動物は、夜遅くに閉店するまで眠ることができない[22]。このような動物の安全性の問題は、アニマルカフェが比較的最近の現象であるため、韓国にはそれに対する規制がないために生じているとされる[23]。日本国内では、人間を楽しませるために鳥を虐待しているとの意見があり[24]、その結果、新たな規則を強化してアニマルカフェの営業時間を制限する形で、動物愛護法が大幅に強化された。この規制強化は、カフェの動物たちが適切な人間の扱いと世話を確実に受けられるようにすることを目的としている[25]。
- エキゾチックアニマルの場合、密猟の可能性がある。研究によると1988年を最後にタイから日本へのコツメカワウソの合法な輸入はなく、違法取引によって日本に入ってきたことが示唆されており、アニマルカフェのカワウソの94パーセントはタイの密猟ホットスポットとされ、アニマルカフェ５か所のコツメカワウソ33匹のうち、31匹は違法取引由来と考えられる[26]。
- カフェで動物により怪我をさせられても、オーナーが怪我の責任を負わない場合の安全ポリシーの問題[22]。

### 役割
アメリカ初の猫カフェである「キャット・タウン・カフェ」やニューヨーク初の猫カフェである「リトル・ライオン」は、動物愛護団体や猫の保護施設と提携したり、里親を探すための施設を併設したりするなど、ネコの里親探しの場所としての役割も果たしている。